# Aluminiumfluoride
Aluminiumfluoride of aluminiumtrifluoride is een anorganische verbinding van aluminium en fluor, met als brutoformule AlF3. De stof komt voor als een witte kristallijne vaste stof, die matig oplosbaar is in water. Het komt als trihydraat ook voor in de natuur als het zeldzame mineraal rosenbergiet.

## Synthese
De meest gangbare synthese van aluminiumfluoride is de reactie van aluminiumoxide met hexafluorkiezelzuur:
{\displaystyle \mathrm {Al_{2}O_{3}+\,H_{2}SiF_{6}\rightarrow 2\,AlF_{3}+\,SiO_{2}+\,H_{2}O} }
Een alternatieve bereidingswijze is de thermische ontleding van ammoniumhexafluoraluminaat:
{\displaystyle \mathrm {(NH_{4})_{3}AlF_{6}\rightarrow AlF_{3}+3\ NH_{4}F} }
Op kleine schaal (in het laboratorium) kan het ook bereid worden door reactie van aluminiumpoeder, aluminiumhydroxide of aluminiumoxide met waterstoffluoride:
{\displaystyle \mathrm {Al_{2}O_{3}+6\,HF\rightarrow 2\,AlF_{3}+3\,H_{2}O} }

## Kristalstructuur
Aluminiumfluoride kristalliseert uit in een trigonaal kristalstelsel. Het behoort tot ruimtegroep R-3c. De kristalstructuur bestaat uit een centraal aluminiumatoom dat octaëdrisch wordt omringd door zes fluoratomen. Hierbij maakt ieder fluoratoom een verbinding tussen twee aluminiumatomen. Deze structuur is vergelijkbaar met die van renium(VI)oxide.
|                                             |
| Ruimtelijke structuur van de AlF6-octaëders |

## Toepassingen
Aluminiumfluoride is een belangrijk additief in de winning van zuiver aluminium uit ertsen via elektrolyse. Samen met cryoliet zorgt het voor de verlaging van het smeltpunt en verhoogt het de geleidbaarheid van de oplossing. In deze oplossing van gesmolten zouten wordt het aluminiumerts (aluminiumoxide) opgelost en via elektrolyse wordt aluminium verkregen.
Samen met zirkonium(IV)fluoride (ZrF4) vormt het een onderdeel van fluorideglas.